# Отрицательная цена
Отрицательная цена может появиться, когда спрос на товар падает до такой степени, что поставщики сами готовы платить потребителям, чтобы они забрали его. Как правило, это связано с невозможностью организовать длительное хранение товара или слишком высокими издержками такого хранения.
Подобное явление обычно скоротечно, но действительно происходило в ценах на электроэнергию,
природный газ и
на сырую нефть. Например, во время обвала фондового рынка в 2020 году, вызванного пандемией COVID-19 и российско-саудовской ценовой войной, цены на некоторые сорта нефти упали до отрицательной величины.
21 мая 2023 г. с 11:00 и до 17:00 из-за перепроизводства на альтернативных источниках (на ветряках и солнечных электростанциях) в подавляющем большинстве стран Евросоюза стоимость электроэнергии ушла в отрицательные значения.
Отрицательные рыночные цены на электроэнергию являются рыночным сигналом для инвестиций в гибкую генерацию, оперативное реагирование на спрос, средства хранения электроэнергии и повышения пропускной способности электрических сетей.